# Dr. Wassells Flucht aus Java

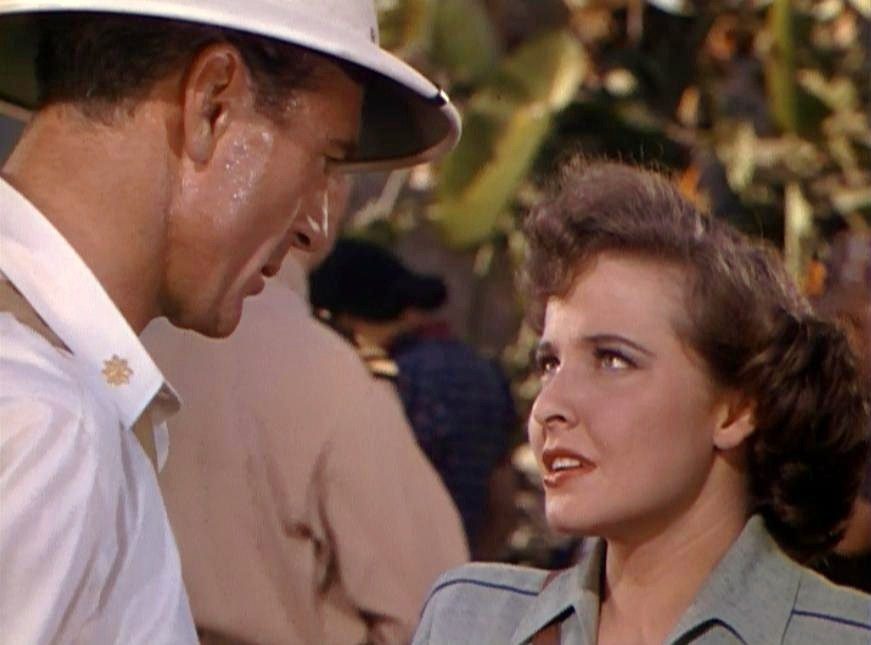
Gary Cooper und Laraine Day in "Dr. Wassels Flucht von Java"

Dr. Wassells Flucht aus Java (Originaltitel The Story of Dr. Wassell) ist ein US-amerikanisches Filmdrama von Cecil B. DeMille aus dem Jahre 1944 mit Gary Cooper in der Titelrolle. Der Film basiert auf der Buchvorlage James Hiltons, entstanden nach Erzählungen des Commanders Corydon Wassell. Produziert wurde dieser Farbfilm von Paramount Pictures. Die Geschichte behandelt das Thema Zivilcourage anhand des titelgebenden Dr. Wassell, der nicht blind einem Befehl folgt und dadurch das Leben zwölf amerikanischer Soldaten rettet.

## Handlung
Während des Zweiten Weltkriegs wird das US-amerikanische Schiff Marblehead von der japanischen Marine angegriffen und versenkt. Die Besatzung rettet sich zum Hafen von Tjilatjap, wo die Verwundeten von dem Arzt Dr. Corydon M. Wassell behandelt und in ein Dschungel-Krankenhaus gebracht werden. Während der Behandlung des schwerverwundeten Benjamin „Hoppy“ Hopkins erzählt Wassell ihm seine Geschichte, um „Hoppy“ seine Schmerzen ein wenig vergessen zu lassen: Einst habe er sich in ein Foto der Krankenschwester Madeline verliebt, die in China arbeitete. So habe er Arkansas verlassen, um als Missionsarzt nach China zu gehen. Tatsächlich sei aus Madeline und ihm ein Paar geworden. Verbunden habe sie auch ihre Arbeit im selben Krankenhaus. Als neuer Klinikleiter sei ihm sein Rivale Dr. Ralph Wayne vorgezogen worden. Wayne habe dann prompt dafür gesorgt, dass er, Wassell, in ein Dschungel-Lazarett versetzt worden sei. Wenig später habe er erfahren, dass Wayne auf demselben wissenschaftlichen Gebiet wie er Forschungen betrieben habe und zeitgleich mit ihm eine entscheidende Entdeckung gemacht habe, um einer verheerenden Seuche Herr zu werden. Wayne sei für seine Entdeckung gefeiert worden, woraufhin er seine Forschungen aufgegeben habe. Er glaube, Madeline an Wayne verloren zu haben, die er – mit seinen Forschungsergebnissen im Hinterkopf – eigentlich um ihre Hand habe bitten wollen.
Mehrfach unterbrechen Angriffe der Japaner die Geschichte Wassells. Auf Anweisung seiner vorgesetzten Dienststelle soll der Arzt die verwundeten Soldaten, die an der Seeschlacht von Macassar teilgenommen hatten, im Dschungel zurücklassen und mit den gehfähigen auf dem Schiff Pecos die Insel verlassen. Dr. Wassell weigert sich jedoch, die Männer im Stich zu lassen. Er fühlt sich an diese Weisung nicht gebunden und trifft eine eigenverantwortliche Entscheidung. Er bleibt auf der Insel zurück und bringt wenig später alle Soldaten per Lkw zum Hafen von Tjilatjap. Sämtliche Schiffe der Amerikaner wurden von japanischen Soldaten versenkt, nur die Janssen ist noch fahrbereit. Wassell gelingt es, die Männer heimlich an Bord zu bringen, wobei er gegen die ausdrückliche Anweisung verstößt, verwundete Soldaten an Land zurückzulassen. An Bord der Janssen trifft er auf Wayne und erfährt, dass dessen Frau ebenfalls an Bord ist – es ist nicht Madeline, die sich auf der gesunkenen Pecos befand. Wayne wiederum wird bei einem Bombenangriff der Japaner verletzt, doch kann die Janssen gerettet werden.
Wassell soll in Australien der Prozess wegen Befehlsverweigerung gemacht werden, doch lobt ihn Präsident Franklin D. Roosevelt in einer Radiosendung, habe er doch seine Männer nicht im Stich gelassen. Statt einer Haftstrafe erhält Wassell nun das Navy Cross – und die Hoffnung auf eine Zukunft mit Madeline, die den Untergang der Pecos überlebt hat und zu seiner Ehrung erschienen ist – ebenso wie die zwölf amerikanischen Marinesoldaten, die ihm ihr Leben verdanken.

## Hintergrund
Der Film startete in den USA am 29. April 1944 in Little Rock in Arkansas und landesweit am 4. Juli 1944. In der Bundesrepublik Deutschland war die Premiere für den Film der 10. Oktober 1952, in Österreich startete er am 24. März 1950. In Australien war die Premiere 1944, in Portugal und Schweden startete er 1945. 1946 lief er das erste Mal in Frankreich (Paris). 1947 hatte er dann Premiere in Finnland und 1948 in Dänemark. 
Gary Cooper wird in der Synchronisierung des Films durch die Berliner Synchron 1952 von Wolfgang Lukschy synchronisiert.
Die geschätzten Kosten des Films lagen bei $ 2.720.000. Gedreht wurde in den Paramount Studios  in Hollywood sowie in Tapachula in Mexiko. Die Erlöse aus den Premieren wurden der Navy FHV sowie der Naval Aid Auxiliary (einem Navy-Hilfsfonds) gespendet, was Teil einer Vereinbarung mit der Navy war.
Die Rolle des Dr. Wassell wurde zunächst Joel McCrea angeboten. Für die Rolle der Madeline wurden auch Maureen O’Hara, Marjorie Reynolds, Ruth Hussey und Pamela Blake getestet. Die Filmbauten entwarfen Hans Dreier und Roland Anderson.
Historischer Hintergrund: Corydon McAlmont Wassell (1884–1958) war ein ehemaliger US-Marine-Arzt aus Little Rock, Arkansas, der als Missionsarzt nach China ging. Während des Zweiten Weltkriegs war er auf Java stationiert. Er wurde für die Rettung von zwölf verwundeten amerikanischen Soldaten mit dem Navy Cross ausgezeichnet.

## Kritik
„Der authentische Erlebnisbericht eines altgedienten Marinearztes, der sich im Zweiten Weltkrieg in Java mutig für seine Mitmenschen jeder Couleur einsetzte, wird mit Hollywood-Glamour und einer abgeschmackten Liebesgeschichte verwässert.“

Bosley Crowther von der New York Times meinte, dass der Film mit komödiantischen und romantischen Zwischenspielen eine einfache menschliche Geschichte vermassele, […] und schrieb weiter, dass DeMille mit soviel Pyrotechnik gearbeitet habe, dass das Publikum einen Schützengrabenschock erleide.

## Auszeichnungen
Der Film war auf der Oscarverleihung 1945 in der Kategorie „Beste visuelle Effekte“ für den Oscar nominiert, wurde aber von Mervyn LeRoys Kriegsfilm Dreißig Sekunden über Tokio (Thirty Seconds Over Tokyo) geschlagen. Dr. Wassells Flucht aus Java wurde von The Film Daily unter die zehn besten Filme des Jahres 1944 gewählt.